# 미실리부시군

서포모제주 지도에 표시된 미실리부시군의 위치

미실리부시군(폴란드어: powiat myśliborski)은 폴란드 서포모제주에 위치한 군으로 군청 소재지는 미실리부시이며 면적은 1,181.95km2, 인구는 67,412명(2006년 기준), 인구 밀도는 57명/km2이다.
북서쪽으로는 그리피노군, 북쪽으로는 피지체군, 스타르가르트군, 북동쪽으로는 호슈치노군, 동쪽으로는 루부시주 스트셸체드레즈덴코군, 남동쪽으로는 루부시주 고주프군과 접하며 서쪽으로는 독일과 국경을 접한다. 5개 지방 자치체(3개 도시형 농촌, 2개 농촌)를 관할한다.

군기
군 문장